# Quedius mesomelinus
Espèce
Synonymes
Voir texte
Quedius mesomelinus est une espèce de coléoptères de la famille des Staphylinidae.

## Écologie
C'est un insecte troglophile carnassier et guanobie.

## Taxinomie

### Synonymes
- Staphylinus mesomelinus Marsham, 1802
- Quedius arvernicus Mulsant & Rey, 1876
- Quedius atripennis Stephens, 1835
- Quedius fuchsii Scriba, 1866
- Staphylinus groenlandicus Zetterstedt, 1838
- Quedius jaenneri Hubenthal, 1902
- Quedius klinckowstroemi Poppius, 1913
- Quedius lloydi Donisthorpe, 1945
- Quedius microcephalus Helliesen, 1892
- Raphirus nigricornis Holme, 1842
- Quedius nigripennis J. Sahlberg, 1876
- Emus occultus Lacordaire, 1835
- Quedius rufithorax Mulsant & Rey, 1876
- Quedius skrimshiranus Stephens, 1832
- Microsaurus temporalis Thomson, 1867
- Staphylinus variabilis Gyllenhal, 1810

### Sous-espèces
- Quedius mesomelinus kraussi
- Quedius mesomelinus mesomelinus
- Quedius mesomelinus silensis
- Quedius mesomelinus skoraszewskyi